# ماكس فان هيسوجك
ماكس فان هيسوجك (بالهولندية: Max van Heeswijk)‏ ولد بتاريخ 2 مارس 1973 في هولندا، هو دراج هولندي في صنف سباق الدراجات على الطريق. شارك في دورة الألعاب الأولمبية الصيفية.

## سجل النتائج

### سباقات أو مراحل فاز بها
- طواف إسبانيا
- بطولة العالم لسباق الدراجات على الطريق

## روابط خارجية
- ماكس فان هيسوجك على موقع الاتحاد الدولي للدراجات (الإنجليزية)
- ماكس فان هيسوجك على موقع أرشيف الدراجات (الإنجليزية)
- ماكس فان هيسوجك على موقع إحصائيات الدراجات الإحترافية (الإنجليزية)
- ماكس فان هيسوجك على موقع نسبة الدراجات (الإنجليزية)
- ماكس فان هيسوجك على موقع أوليمبيديا (الإنجليزية)